# Ozyptila jabalpurensis
Ozyptila jabalpurensis là một loài nhện trong họ Thomisidae.
Loài này thuộc chi Ozyptila. Ozyptila jabalpurensis được miêu tả năm 2001 bởi Bhandari & Pawan U. Gajbe.